# Plan de numérotation en France
 (avril 2023).
Le plan de numérotation téléphonique en France détermine la structure des numéros de téléphone en France. Depuis le 18 octobre 1996, il est fondé sur une numérotation normale à 10 chiffres qui concerne toutes les lignes téléphoniques (téléphone analogique traditionnel POTS, mobile, voix sur IP).

## Historique du plan de numérotation
Le début de l’exploitation des réseaux téléphoniques en France date de 1879. L'utilisateur demande à une opératrice (demoiselles du téléphone) d'effectuer une connexion avec son correspondant en prenant en compte le nom et souvent en l'épelant. À la suite de la fusion des trois réseaux téléphoniques existants en une société unique, la Société générale des téléphones, la gestion passe à l’État, en 1889, par décision de l'Assemblée nationale. Il y a alors 11 314 utilisateurs, dont 6 425 à Paris.

### Plan manuel numérique
En 1896 paraît le premier annuaire téléphonique, avec les utilisateurs des bureaux parisiens de Wagram et Passy.

#### Plan manuel à cinq chiffres (1896)
Un numéro à cinq chiffres est alors attribué à chaque utilisateur des bureaux parisiens :
- le premier correspond au numéro du bureau de rattachement,
- les deuxième et troisième indiquent le standard,
- les deux derniers identifient l’abonné, c'est-à-dire son indexation parmi les 99 lignes d'un même standard.

En 1897, c'est ce numéro qu'il est demandé d'annoncer aux opératrices, et non plus le nom du correspondant.

### Plan manuel alphanumérique

#### Plan manuel à plusieurs caractères (1912)
En octobre 1912, le plan précédent évolue. Le numéro passe à cinq caractères avec la modification suivante : 
- le premier correspond au nom du bureau de rattachement,
- les deuxième et troisième indiquent le standard,
- les deux derniers identifient l’abonné.

À Paris, l'abonné 21 du 12e standard du bureau Gutenberg devient GUTENBERG 12 21 au lieu de 1 12 21.

### Plan automatique
L'automatisation, qui permet la suppression totale de l'intervention des opératrices pour l'établissement des communications entre abonnés, est déjà réalisée dans un certain nombre de cas — dès 1913 à Nice et en 1928 à Paris. Elle nécessite de résoudre un problème lié au plan de numérotation dans l'ensemble du territoire.

#### Plan automatique à 7 caractères (1928)

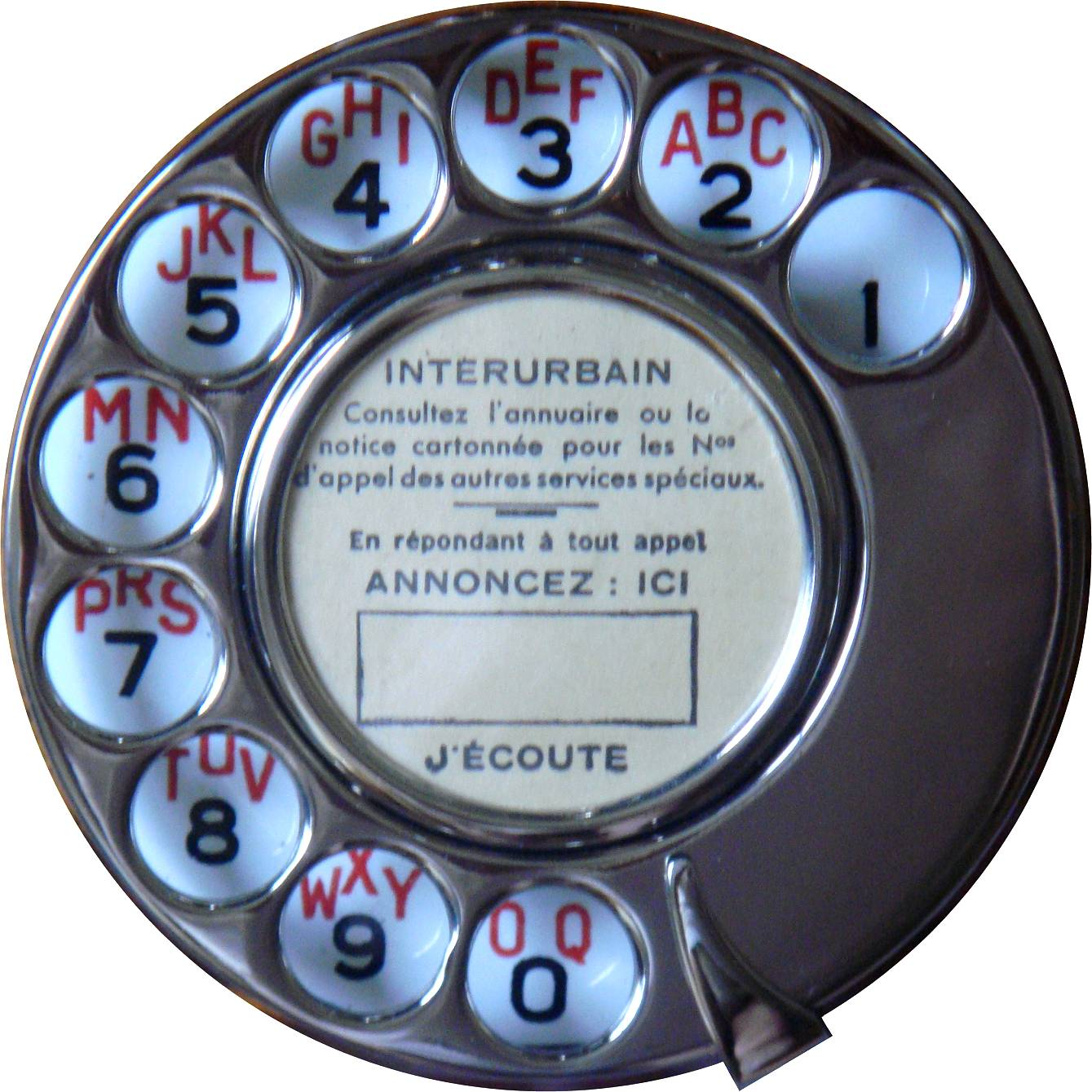
Cadran de téléphone de 1927 avec chiffres et lettres.

Lors de l'automatisation des centraux, les appareils possédant un cadran à 10 ouvertures permettent de composer des numéros alphanumériques. En octobre 1928, à la suite de la mise en service du premier autocommutateur à Paris au central Carnot, il faut tout d'abord composer les trois premières lettres du bureau souhaité (par exemple CAR, pour joindre un abonné dépendant de ce central).

#### Plan automatique national alphanumérique (1946)
L'étude d'un plan de numérotation est confiée en 1941 à une Commission spéciale. Elle se termine à la fin de 1942 sans obtenir de conclusions définitives. Le sujet est repris en 1945 par la Section Technique de l'Administration des PTT, qui aboutit à la définition d'un plan de numérotation national en 1946.
En 1946, le plan est modifié et l'utilisateur dispose d’un numéro en deux parties :
- l'une constituée d’un indicatif à deux caractères, identifié comme PQ, pour Préfixe Quantitatif, ou à trois caractères ;
- l'autre comportant quatre chiffres, identifié comme MCDU (abréviation de « Milliers, Centaines, Dizaines, Unités »), correspondant à l'indexation de l'utilisateur dans le commutateur.

Dans les très grandes villes, le nom des centraux est conservé ; l'utilisateur doit composer les deux premières lettres du nom du central (trois lettres pour la région parisienne). Dans tous les autres cas, l’indicatif de série correspond à un nom de ville caractéristique de l'acheminement, suivi d'un chiffre.
Les lignes sont donc référencées de manière alphanumérique :
- par commune pour celles avec moins de 1 000 lignes (cf. sketch Le 22 à Asnières de Fernand Raynaud) ;
- par central pour celles avec plus de 1 000 lignes, en général dans les grandes villes (par exemple : BALzac 00 01 pour l'agence publicitaire parisienne de Jean Mineur ; BUrdeau 43 21 à Lyon).

#### Plan automatique national tout numérique (1953-1963)
En 1953, il est décidé d'arrêter l'emploi de lettres pour la numérotation, sauf pour la région parisienne qui conservera cette particularité jusqu'au 1er octobre 1963.
Lors de l'établissement des liaisons interurbaines automatisées, principalement au départ de Paris, la numérotation à sept caractères montre ses limites. Dès 1957, compte tenu des nécessités de l'acheminement des communications, il apparaît impossible de numéroter l'ensemble des abonnés français avec un système à 7 caractères. De plus, il s'avère nécessaire de limiter autant que possible les manœuvres du cadran téléphonique par les abonnés.
Un plan de numérotation pour les abonnés français est établi en 1955, avec pour principes :
- des numéros régionaux à 6 caractères, dont les deux premiers sont caractéristiques du centre ou du groupement de rattachement. Le principe est de permettre à tous les abonnés d'une certaine zone régionale de s'appeler entre eux en ne composant que ces 6 caractères. Ces zones correspondent non pas à une même région administrative mais à des zones d'exploitation téléphonique car la majeure partie du trafic concerne le département d'origine et les départements limitrophes, qu'ils appartiennent ou non à la même région administrative ;

- la détermination d'indicatifs caractérisant les zones régionales de numérotage à 6 caractères (en raison du nombre de ses abonnés, la Région parisienne conserve la numérotation à 7 caractères de la zone automatique de Paris : 3 lettres et 4 chiffres pour les abonnés du département de la Seine, 7 chiffres - dont le premier sera toujours un 9 - pour les abonnés des départements suburbains). Cela nécessite la création d'indicatifs départementaux en raison du chevauchement de ces zones. La différence entre 6 et 7 caractères évite le chevauchement entre la zone régionale de Paris et les autres. Mais ces dernières, construites autour de chaque département, se chevauchent nécessairement.

Chaque abonné possède un numéro national à 8 caractères comportant l'indicatif départemental à 2 chiffres (sauf en région parisienne, avec pour indicatif commun 1) puis le numéro régional à 6 chiffres (7 en région parisienne).
L'annuaire téléphonique fournit la liste des indicatifs départementaux à utiliser pour toutes les relations automatiques interurbaines à grande distance. Ainsi, pour obtenir le secrétariat d'État aux PTT (SÉGur 16 40), un abonné de province doit composer le 16 ~ 1 SEG 16 40.
Pour les relations interdépartementales, l'abonné demandeur doit composer 10 chiffres : 
- l'indicatif d'interurbain automatique 15 ou 16 (selon le département appelé) ;
- après l'audition d'une tonalité, le numéro national, c'est-à-dire :
  - les 2 chiffres de l'indicatif du département ;
  - les 6 chiffres du destinataire.

Dès 1959, cette numérotation à 10 caractères est déjà utilisée en automatique dans les grands centres de province : Bordeaux, Le Mans, Lille, Montpellier, Nice, Paris, Rouen et Strasbourg.
Le 10 permet d'obtenir le service manuel interurbain.
Vers l'étranger, l'indicatif est le 19 avec attente de tonalité. Pour les pays où l'appel automatique n'est pas possible, l'usager compose le 19 33 (indicatif international de la France) et demande la communication à un opérateur des PTT.

### Réaménagement du plan initial de 1955 en 1974
En 1974, le plan subit quelques modifications pour pallier des pénuries locales de numéros, notamment le passage à 7 chiffres pour les agglomérations de Lyon et Metz-Nancy.
La France métropolitaine comprend 66 zones de numérotage à 6 chiffres et 5 zones à 7 chiffres, soit :
- l'indicatif 1 pour Paris et la Petite-Couronne (composé uniquement depuis la province) + 7 chiffres ;
- l'indicatif 3 pour le Val-d’Oise et les Yvelines (composé uniquement depuis la province) + 7 chiffres ;
- l'indicatif 6 pour l’Essonne et la Seine-et-Marne (composé uniquement depuis la province) + 7 chiffres ;
- l'indicatif 7 + 7 chiffres pour l'agglomération lyonnaise ;
- l'indicatif 8 + 7 chiffres pour la région de Metz-Nancy.

À la fin des années 1970, l'indicatif interurbain 15 devient un numéro unique destiné aux urgences médicales (SAMU). Il est généralisé au milieu des années 1980, sur le modèle de la Police (17) ou des pompiers (18). Pour obtenir l'interurbain, on compose désormais le 16.

### Plan de numérotation à 8 chiffres du 25 octobre 1985
Le 25 octobre 1985 à 23 heures, un nouveau plan prend effet pour pallier une pénurie nationale de numéros :
- la France métropolitaine est divisée en deux zones (Île-de-France et reste du territoire) avec numéros à 8 chiffres ;
  - en Île-de-France, les anciens numéros avec indicatif 1 sont complétés d'un 4 comme premier chiffre. ainsi, 225 00 01 devient 42 25 00 01 ; les anciens numéros franciliens avec indicatifs 3 et 6 locaux intègrent tout simplement celui-ci, ainsi (6) ... .. .. devient 6. .. .. .. ;
  - sur le reste du territoire, les numéros intègrent les anciens indicatifs départementaux ;
- 16 + 8 chiffres pour les appels vers le reste du territoire depuis l'Île-de-France ;
- 16 1 + 8 chiffres pour les appels vers l'Île-de-France depuis le reste du territoire ;
- les numéros de mobiles du système GSM (démarré dans les années 1990) comportent également sur tout le territoire 8 chiffres, commençant par 0 - sans exploiter, faute de nombre de clients suffisants à l'époque, toute la gamme du 0B. On avait ainsi le 02 pour Bouygues Télécom, 07 ou 08 pour Itinéris (devenu Orange), 09 pour SFR[5] ;
- les numéros « Verts » (appel gratuit pour l'appelant) deviennent normalisés à 8 chiffres partout en commençant par 05 ;
- les numéros spéciaux commencent par 36 : le 36.63.MC.DU  et le 36.64.MC.DU (ce dernier peu utilisé) sont les ancêtres du n° Azur (tarif local), et 36.6Q.MC.DU avec Q de 5 à 9, pour les numéros à valeur ajoutée (ancêtre des 08 AB...) ;
- le Minitel perd progressivement son (16-1)(3)B... pour devenir finalement un 36PQ dédié comme les 3614, 3615... : depuis, aucun numéro d'Île-de-France ne commence par 36 ou, après 1996, par « 01 36 PQ MC DU ») ;
- ouverture progressive du 36.05.MC.DU pour les numéros verts Minitel (sans coût pour l'utilisateur).

Le 19 vers l'étranger reste inchangé.

### Plan de numérotation à 10 chiffres du 18 octobre 1996
Face à l'explosion de la demande de numéros liée à la généralisation des lignes directes (SDA), du fax et de la téléphonie mobile, et pour prévoir l'attribution de numéros aux nouveaux opérateurs fixes sur les années à venir, France Télécom développe un nouveau plan, mis en œuvre le 18 octobre 1996 à 23 heures.
Tous les numéros (sauf cas particuliers ci-dessous) sont standardisés à 10 chiffres :
- les numéros de lignes fixes issus du plan de 1985 se voient ajouter un préfixe de 2 chiffres : un 0 suivi d'un indicatif de zone territoriale (1 à 5) ;
- les numéros mobiles GSM commencent par un 0 suivi de l'indicatif spécifique 6. Ce préfixe est simplement ajouté à l'ancien numéro à 8 chiffres pour les opérateurs Itineris et SFR, mais les lignes de Bouygues Telecom sont renumérotées (les numéros à 8 chiffres « 02 PQ » deviennent « 06 60 PQ » ; « 06 61 PQ » ou « 06 68 PQ » dans le nouveau plan, et non « 06 02 PQ », pour des raisons d’homogénéisation avec les numéros de radiomessagerie qui utilisent des tranches voisines de numéros)[5] ;
- le 08 00 remplace le 05 pour les numéros gratuits (numéros verts) ;
- le 08 01 remplace les 36 63 et 36 64 pour les numéros de services payants à coûts partagés (numéros Azur au tarif d'un appel local) ;
- le 08 est ajouté en tête du numéro à 8 chiffres commençant par 36 pour les différents services de type Audiotel ou Télétel. Par la suite, ces numéros en 08 36 ont souvent cédé la place à d'autres allocations dans la tranche 08 (voir ci-dessous).

Il existe toujours des numéros courts :
- le 12 (renseignements), le 13 (dérangements), le 14 (agence France Télécom), le 15 (SAMU), le 17 (police ou gendarmerie) et le 18 (pompiers) demeurent inchangés.
- les numéros à 4 chiffres commençant par 36 pour le minitel demeurent également inchangés ;
- le 10 (appel par carte postpayée « Carte France Telecom ») devient 36 10 ;
- l'annuaire télématique (11) devient le 36 11, pour laisser la place à des numéros à trois chiffres : d'abord le numéro d'urgence unique européen 112, puis d'autres grandes causes en 11X (SAMU social, Enfance maltraitée...).

Le 16 (ancien préfixe Paris-province et province-Paris) disparaît car les numéros à 10 chiffres sont uniques sur tout le territoire national (métropole ou DOM). La numérotation se fait désormais, sans exception, avec 10 chiffres, même pour les appels locaux – avec la particularité des DOM-TOM qui pourront continuer jusque courant l'an 2000 à s'appeler dans leur zone locale avec un numéro resté à 6 chiffres avant qu'il n'adopte un format standardisé malgré, pour l'utilisateur, une complication de la numération depuis l'étranger car ne répondant pas au format français.
La tonalité d'acheminement qui suivait la composition du numéro, et pouvait faire croire à une occupation du numéro appelé, est supprimée. Les appels sont établis dans une moyenne de 3 secondes.
Les appels vers la France depuis l'étranger se font désormais en omettant le 0, selon l'usage dans le reste de l'Europe. Ainsi, il faut composer 33 1 .. .. .. .. pour appeler le 01 .. .. .. .., à l'exception notable (voire contestée) des DOM-TOM depuis l'international.
Pour appeler l'étranger depuis la France, le 19 est remplacé par le 00, d'usage général en Europe (ce qui signifie que, pour appeler l’Île-de-France depuis un autre pays Européen, il faut composer 0033 1 .. .. .. ..).
Dès 1996, dans tous les annuaires et les agences France Télécom, les Français trouvent un encart cartonné muni d'un tableau récapitulant tous les changements de numérotations.

#### Évolutions du plan de 1996
Depuis son introduction en 1996, le plan a subi des évolutions, sans toutefois que son organisation générale soit fondamentalement modifiée. Cette section décrit les principaux changements.
En 1998, le marché du « transport » des communications sur le réseau téléphonique commuté s'ouvre à la concurrence. Les numéros 13 et 14 (dérangements et service clients France Télécom) deviennent respectivement 1013 et 1014. Plus généralement, on introduit une tranche entière de numéros pour les services des opérateurs de télécommunication : 10 XY. Le préfixe 16 est introduit pour permettre le choix appel par appel de l'opérateur de transport.
En 2005, le marché des renseignements est ouvert à la concurrence. Le 12 disparaît, remplacé par une série de numéros commençant chacun par le trigramme 118. De nombreux opérateurs sont présents au départ, puis le marché se consolide drastiquement.
Fin 2005, la tranche de numéros 09 (initialement inutilisée) est attribuée à la téléphonie sur IP (box Internet).
En 2009, la tranche de numéros 07 (initialement inutilisée) est attribuée à la téléphonie mobile, en complément du 06,.

### Résumé: évolutions du plan de numérotation parisien
Le tableau suivant récapitule l'évolution successive d'un numéro célèbre, celui de l'agence de publicité Jean Mineur.
| Année | E | Z       | AB      | PQ     | MCDU  |
| ----- | - | ------- | ------- | ------ | ----- |
| 1946  | - | -       | (Paris) | BALzac | 00 01 |
| 1955  | - | -       | (Paris) | BAL    | 00 01 |
| 1963  | - | -       | (Paris) | 225    | 00 01 |
| 1985  | - | (Paris) | 42      | 25     | 00 01 |
| 1996  | 0 | 1       | 42      | 25     | 00 01 |

### Format d'appel

#### Entre le plan de 1955 et le 25 octobre 1985
Ces tableaux recensent l’évolution des numérotations à effectuer pour correspondre en fonction de l'emplacement du demandé par rapport à celui du demandeur, au fil de l'automatisation progressive du réseau téléphonique. Pour une communication interurbaine en manuel, il faut composer le 10,.
L'interurbain 15 est progressivement remplacé (définitivement le 17 avril 1978) par le 16.

##### Cas général (province et Monaco)
À partir du plan de 1955, les numéros en province sont composés de 6 chiffres auxquels on adjoint un indicatif à 2 chiffres soit : (AB) .. .. ..
Monaco est un cas particulier car faisant partie intégrante du réseau téléphonique français. Monaco utilise donc l'indicatif (AB=93) commun aux Alpes-Maritimes et des numéros de 6 chiffres, soit : (93) .. .. ...
```
.. .. .. (depuis la même zone régionale de numérotage (ZRN))

15/16 ~ AB
 .. .. .. (depuis une ZRN différente, Andorre et Monaco)

+33 AB
 .. .. .. (depuis l'outre-mer et l'étranger)
```

~ : tonalité d'interurbain (attendre avant de continuer à composer)
AB : indicatif de zone départementale de numérotage
+ : préfixe d'accès à l'international propre à chaque pays, alors 19 à ce moment la en France.

##### Cas de la Lorraine et l'agglomération lyonnaise (à partir de décembre 1979)
Avant le passage au numéro à 7 chiffres, c'est-à-dire le 4 décembre 1979 en Lorraine (Meurthe-et-Moselle et Moselle) et le 10 décembre 1979 pour l'agglomération lyonnaise, ces 2 zones suivaient le cas général.
À partir de cette date, les numéros intègrent le B de leur indicatif à leur numéro, soit : (A) B.. .. .., qui deviendra par la suite simplement (A)... .. ...
```
... .. .. (depuis le même indicatif)

16 ~ A
 ... .. .. (depuis un indicatif différent de métropole, Andorre et Monaco)

+33 A
 ... .. .. (depuis l'outre-mer et l'étranger)
```

##### Cas de l'Île-de-France
Dès le plan de 1955, l'Île-de-France se démarque des autres cas, notamment en adoptant un indicatif à un chiffre (A=1) ; mais également en ce qui concerne la Seine le maintien des lettres dans l'indicatif. En mars 1980, la région est divisée en 3 ZRN (zone régionale de numérotation), mais paradoxalement les franciliens continuent à se téléphoner entre eux en utilisant les numéros régionaux de leurs correspondants à 7 chiffres BPQ MC DU, comme si rien n'avait changé.
Pour obtenir Le département de la Seine (jusqu'au 30 septembre 1963) :
```
XYW .. .. (depuis la région parisienne et l'Oise (entre 1957 et 1976))

15/16 ~ 1
 XWY .. .. (depuis le reste de la province, Andorre et Monaco)

+33 1
 YWZ .. .. (depuis l'outre-mer et l'étranger)
```

(légende : W, X ou Y = caractères alphabétiques correspondant au commutateur d'abonnés cible, identiques ou non et différents de Z)
Pour obtenir la grande couronne ; la Seine (à partir du 1er octobre 1963) ; et l'Oise (entre 1957 et 1976) :
```
... .. .. (depuis la région parisienne et l'Oise (entre 1957 et 1976))

15/16 ~ 1
 ... .. .. (depuis la province, Andorre et Monaco jusqu'au 9 mars 1980)

16 ~ (1, 3 ou 6)
 ... .. .. (depuis la province, Andorre et Monaco à partir du 10 mars 1980)

+33 1
 ... .. .. (depuis l'outre-mer et l'étranger jusqu'au 9 mars 1980)

+33 (1, 3 ou 6)
 ... .. .. (depuis l'outre-mer et l'étranger à partir du 10 mars 1980)
```

##### Cas de l'Oise
Initialement l'Oise suit le cas général et comporte l'indicatif (AB=30), mais dès 1957 le département est téléphoniquement rattaché à la région parisienne et adopte donc la numérotation de la ZNR francilienne. Bien que de nouveau rattaché à direction des télécommunications d'Amiens (DRT Amiens) en juillet 1964, le département de l'Oise conserve le plan de numérotation d'Île-de-France jusqu'au 7 février 1976. Date à laquelle il est séparé de la région parisienne (à l'exception de Chambly) avec pour indicatif (AB=44), tout en conservant les numéro à 7 chiffres. Ce qui aboutit à : (4) 4.. .. ...
Pour obtenir l'Oise (à partir du 7 février 1976) :
```
4.. .. .. (Depuis l'Oise)

15/16 ~ 4 4
.. .. .. (depuis le reste de la métropole, Andorre et Monaco)

+33 4
 
4
.. .. .. (depuis l'outre-mer et l'étranger)
```

##### Cas des DOM et TOM
Les départements et territoires d'outre-mer ne faisant pas partie du Plan de Numérotage Français sont obtenus de la même manière que pour l'étranger.
```
.. .. .. (depuis le même département ou territoire d'outre-mer)

19 ~ XYZ
 .. .. .. (depuis la métropole, les autres départements et territoires d'outre-mer, Andorre et Monaco)

+XYZ
 .. .. .. (depuis l'étranger)
```

Pour une communication à destination des réseaux non encore automatisés depuis une zone automatique, il faut passer par l'intermédiaire d'une opératrice. Celle-ci est obtenue depuis la métropole ou un autre département ou territoire d'outre-mer automatisé en composant : 19 ~ UV[W] XYZ.
UV[W] : indicatif international du demandeur (33 pour la métropole)
XYZ : indicatif international cible

##### Cas de la téléphonie mobile (radiotéléphone)
Le premier réseau de téléphonie mobile en France fut le R150 manuel (émettant dans la bande des 150 MHz) en service en région parisienne à partir de 1955. Ce réseau peut être aujourd'hui considéré comme de génération 0 (0G). Ses abonnés étaient obtenus par l’intermédiaire d'une opératrice en composant le : (1) 023 88 00 (jusqu'au 26 octobre 1970) ; (1) 366 88 00 (à partir du 27 octobre 1970).
Lors de l'automatisation du R150 (entre 1973 et 1975) et l'introduction d'un nouveau réseau le R450 en 1973, les abonnés ont désormais chacun un numéro de téléphone distinct et sont regroupés sous des BPQ ou PQ commun. On passe alors à un réseau de génération 0.5 (0.5G). Dès lors chacun d'eux doit être joint en composant son numéro précédé par l'interurbain 16 (ou 15), et ceci même s'il circule dans sa circonscription téléphonique. Ces mêmes abonnés au radiotéléphone joignent leur correspondant de la même façon que depuis un fixe de la même circonscription.
Progressivement (à partir de 1974) des zones de couverture sont ouvertes dans des grandes villes de province.
Note : un usager souhaitant utiliser son radiotéléphone dans toutes les zones en service se verra attribuer un numéro d'appel par zone.
```
15/16 ~ 1
 ... .. ..  ou  
15/16 ~ AB
 .. .. .. (depuis la France métropolitaine, Andorre et Monaco)

+33 1
 ... .. ..  ou  
+33 AB
 .. .. .. (depuis l'outre-mer et l'étranger)
```

##### Cas de l'Andorre
Andorre fait partie intégrante du réseau téléphonique français et espagnol. Le mode de numérotation est donc spécifique.
Pour appeler Andorre depuis un autre pays on peut choisir de passer via l'Espagne ou via la France. Dans le réseau français, Andorre possède l'indicatif (AB=07), puis progressivement (à partir du 19 août 1985) partage l'indicatif (AB=62) du Gers et des Hautes-Pyrénées. Les numéros sont composés de 6 chiffres, soit : (07) 8. .. .. ou (62) 8. .. ...
Pour obtenir l'Andorre en passant par la France (jusqu'au 18 août 1985) :
```
8. .. .. (depuis Andorre)

15/16 ~ 078
 . .. .. (depuis la métropole et Monaco)

+33 078
 . .. .. (depuis l'outre-mer et l'étranger)
```

Pour obtenir l'Andorre en passant par la France (à partir du 19 août 1985) :
```
8. .. .. (depuis Andorre, le Gers et les Hautes-Pyrénées)

16 ~ 07
 8. .. ..  ou  
16 ~ 62
 8. .. .. (depuis la métropole et Monaco)

+33 07
 8. .. ..  ou  
+33 62
 8. .. .. (depuis l'outre-mer et l'étranger)
```

#### Entre le 25 octobre 1985 et le 18 octobre 1996
À partir du passage au numéro à 8 chiffres, le territoire métropolitain (Andorre et Monaco compris) est découpé en 2 ZRN. D'un coté l'Île-de-France et de l'autre la province, Andorre et Monaco. Désormais les numéros intègrent leur indicatif, soit : AB .. .. .. ou A. .. .. .. plus simplement notés .. .. .. .. .
Communications non-impactées par le passage à la numérotation à 8 chiffres :
- Vers les DOM/TOM et l'étranger ;
- À l'intérieur et entre les DOM/TOM ;

##### Cas de la province, Andorre et Monaco
Avec la nouvelle numérotation, les communications province-province ne nécessitent plus de passer par le 16.
```
.. .. .. .. (depuis la province, Monaco, Bi-Bop et mobile 2G)
[
13
]

16 ~
 .. .. .. .. (depuis la région parisienne, Chambly et Andorre)
[
15
]

+33
 .. .. .. .. (depuis l'outre-mer et l'étranger)
```

Les Andorrans continuent malgré le passage à la Nouvelle Numérotation Téléphonique 2 (NNT2) de se téléphoner entre eux en utilisant leur numéros à 6 chiffres. Et par conséquent, ils doivent toujours composer le 16 pour joindre la France métropolitaine et Monaco.
Le 2 mai 1986, l'(AB=07) initialement attribué à Andorre est désaffecté, seul subsiste l'(AB=62).
Le 14 janvier 1995, Andorre sort du Plan de Numérotage Français (également du Plan de Numérotage Espagnol) et se dote de son indicatif international 376.
Le 21 juin 1996, Monaco sort du Plan de Numérotage Français et se dote de son indicatif international 377.

##### Cas de l'Île-de-France
Au passage à 8 chiffres les numéros franciliens de la grande couronne (77, 78, 91, 95) intègrent leur indicatif (A=3 ou 6). Tandis que pour la petite couronne et Paris (75, 92, 93, 94) l'indicatif (A=1) est remplacé par l'ajout d'un 4 au début du numéro. Pour entrer en région parisienne, l'indicatif 1 doit être composé.
```
.. .. .. .. (depuis la région parisienne et Chambly)

1
 .. .. .. .. (depuis les Bi-Bop et mobile 2G)

16 ~ 1
 .. .. .. .. (depuis la province, Andorre et Monaco)

+33 1
 .. .. .. .. (depuis l'outre-mer et l'étranger)
```

##### Cas de la téléphonie mobile
R150 et R450 :
Les numéros des abonnés aux réseaux R150 et R450 passent également à 8 chiffres en suivant la même procédure que les téléphones fixes de leur circonscription. Ils doivent cependant toujours être joints par l'interurbain, sauf depuis les réseaux Bi-Bop et GSM.
Cette situation perdure jusqu'à l'arrêt des R150 et R450 qui interviennent respectivement le 2 janvier 1992 et le 4 décembre 1989.
```
1
 .. .. .. ..  ou  .. .. .. .. (depuis les Bi-Bop et mobile 2G)

16 ~ 1
 .. .. .. ..  ou  
16 ~
 .. .. .. .. (depuis la France métropolitaine, Andorre et Monaco)

+33 1
 .. .. .. ..  ou  
+33
 .. .. .. .. (depuis l'outre-mer et l'étranger)
```

Radiocom 2000 et NMT-F :
Le nouveau réseau Radiocom 2000 ouvert au grand public le 18 novembre 1985, se distingue des réseaux précédents par la génération 1 (1G). Les abonnés possèdent un numéro unique, peu importe où ils se trouvent sur le territoire. Les abonnés sont rattachés à une circonscription téléphonique mais ne possèdent par à l’origine d'indicatif AB PQ réservé. Les communications vers un Radiocom 2000 s'effectuent de la même façon que vers un fixe de la même circonscription téléphonique. Lorsque le Radiotéléphone est en déplacement (se retrouve en dehors de sa zone de couverture habituelle), il est alors pris en charge par la Station Relais. On appelle ceci un Relais de Passage qui informent en temps réel l'ensemble du RTC, ce qui permet d'assurer la continuité du service. Les abonnés Radiocom 2000 joignent leur correspondant de la même façon que depuis un fixe de la même circonscription.
Le 30 mars 1989, un nouveau réseau ouvre sur la bande des 450 MHz, progressivement abandonnée par le R450. Il s'agit du NMT-F de SFR. Son format d'appel est identique à celui de Radiocom 2000.
Bi-Bop et 2G :
Avec la commercialisation le 1er octobre 1991 du Bi-Bop, le 1er juillet 1992 d'Itinéris (branche mobile de France Télécom), le 15 décembre 1992 pour SFR et le 29 mai 1996 pour Bouygues Telecom, les numéros de téléphones CT2, GSM et DCS sont dès l'origine affectés à des indicatifs AB spécifiques et commençant toujours par 0 : 0. .. .. ... Le mobile est considéré comme un fixe de province et suit donc le même format d'appel. Toutefois – en ce qui concerne les Bi-Bop – seuls les abonnés ayant l'option « Be-Bop » peuvent être appelés. Les clients Bi-Bop et GSM contactent leur correspondant sans passer par le 16. Le 19 reste néanmoins nécessaire pour l'outre-mer et l'étranger.
```
0. .. .. .. (depuis la province, Monaco, Bi-Bop et mobile 2G)

16 ~
 0. .. .. .. (depuis la région parisienne, Chambly et Andorre)

+33
 0. .. .. .. (depuis l'outre-mer et l'étranger)
```

#### Depuis le 18 octobre 1996
Avec la NNT3, le 16 est supprimé dû au fait que tous les appels se font à 10 chiffres sur le territoire métropolitain. Et le 19 est remplacé par le 00. Ce nouveau plan voit aussi l'intégration des DOM et TOM des Océans Atlantiques et Indiens dans le réseau de télécommunications français, avec toutefois la possibilité de continuer à se téléphoner dans la même zone avec 6 chiffres.
Pour appeler un mobile français situé hors de sa zone pays ou depuis l'international, les numéros du plan de numérotation français sont composés de l'un des 6 code-pays de la France (hors Pacifique) suivi du numéro national du destinataire appelé, sans le premier zéro.
Note : cette section ne tient pas compte de la sélection d'opérateur par le préfixe E.

##### Cas de la métropole
Avec le plan de numérotation à 10 chiffres tous les appels effectués à l'intérieur du réseau téléphonique français en métropole sont effectués en composant les 10 chiffres du numéro. Les numéros de téléphones fixes sont complétés au début de leur numéro, un 0 suivi d'un indicatif de zone territoriale (1 à 5). Les mobiles commencent quant à eux par un 0 suivi de l'indicatif spécifique 6. Sans changement des chiffres suivants, sauf pour les mobiles Bouygues Telecom (voir plus haut). Ce qui donne alors des numéros de la forme : 0. .. .. .. ...
```
0. .. .. .. .. (depuis la métropole et l'outre-mer de l'Atlantique et l'Indien)

+33
 . .. .. .. .. (depuis l'outre-mer du Pacifique et l'étranger)
```

##### Cas des DOM/DROM, TOM/COM de l’Atlantique et l'océan Indien
Bien qu'intégrant désormais le réseau téléphonique français, les départements et territoires d'outre-mer concernés, continuent malgré tout d'utiliser leur plan local à 6 chiffres jusqu'au début des années 2000. Depuis la métropole, on compose le 0 suivi de leur indicatif international XYZ puis les six chiffres. Depuis l'international, la démarche reste inchangée.
La collectivité Saint-Pierre-Et-Miquelon continue encore aujourd'hui d'avoir un plan local à 6 chiffres. Ses numéros fixes et mobiles au format national sont de la forme : 05 08 .. .. ...
Pour obtenir un département ou territoire d'outre-mer (avant leur basculement à la NNT3), toujours en vigueur à St-Pierre-et-Miquelon :
```
.. .. .. (depuis le même département ou territoire d'outre-mer)
0X YZ .. .. .. (depuis la métropole et les autres DROM et TOM de l'Atlantique et l'Indien)

+XYZ
 .. .. .. (depuis l'outre-mer du Pacifique et l'étranger)
```

Pour répondre à l'ouverture à la concurrence de la téléphonie fixe, les départements et territoires d'outre-mer de l'Atlantique et l'océan Indien doivent passer à la numérotation à 10 chiffres. À La Réunion la transition s'effectue en 2 étapes : le passage à 10 chiffres pour les mobiles le 15 décembre 2000 et pour les fixes le 15 décembre suivant. Tandis qu'en Guyane, Martinique et Guadeloupe (Saint-Barthélemy et Saint-Martin compris) cette évolution s'effectue en une fois, le 22 juin 2001. Cependant ces départements et territoire conservent leurs code-pays.
Ce même jour s'effectue la séparation des indicatifs des numéros fixes et mobiles dans tous les départements précédemment cités. Concrètement, le deuxième chiffre des numéros mobiles est remplacé par le 6. Et donc un numéro de mobile 0X YZ .. .. .. devient 06 YZ .. .. ... Néanmoins à la Réunion cette logique n'est pas suivie. Les mobiles ne deviennent pas 06 62 .. .. .. mais 06 92 .. .. .., car l'indicatif (OZAB=0662) est déjà attribué à Bouygues Telecom en métropole.
Mayotte intègre le réseau téléphonique français le 30 mars 2007, date à laquelle elle se sépare du réseau téléphonique des Comores. Le passage à 10 chiffres est effectué le même jour. Mayotte remplace alors l'indicatif international des Comores (269) par celui de la Réunion (262). Les téléphones deviennent 02 69 .. .. .. pour les fixes et 06 39 .. .. .. pour les mobiles.
Remarque : Mayotte a repris l'indicatif international comorien pour ses numéros et les mobiles ne sont pas en 06 69 pour la même raison que la Réunion.
Pour obtenir un département ou territoire d'outre-mer sauf St-Pierre-et-Miquelon :
```
0. .. .. .. .. (depuis la métropole et l'outre-mer de l'Atlantique et l'Indien)

+XYZ
 . .. .. .. .. (depuis l'outre-mer du Pacifique et l'étranger)
```

##### Cas des TOM/COM du Pacifique et Nouvelle Calédonie
Les collectivités d'outre-mer du Pacifique et la Nouvelle-Calédonie ne font pas partie du Plan de Numérotage Français. Leurs numéros sont obtenus de la même manière que depuis l'étranger et possèdent encore aujourd'hui un plan local à 6 chiffres.
```
.. .. .. (depuis la même collectivité d'outre-mer)

00 XYZ
 .. .. .. (depuis la métropole et les autres DROM et COM)

+XYZ
 .. .. .. (depuis l'étranger)
```

## Plan de numérotation actuel (depuis 1996)
Le plan de numérotation actuel est entré en vigueur le 18 octobre 1996. Il a depuis évolué régulièrement. Il est actuellement défini par la décision no 2019-0954 de l'ARCEP en date du 16 juillet 2019.
Le plan national de numérotation présente la particularité d'être découpé en six codes-pays du plan E.164 :
- +33 pour la France métropolitaine,
- +262 pour la Réunion et Mayotte,
- +508 pour Saint-Pierre-et-Miquelon,
- +590 pour la Guadeloupe, Saint-Barthélemy et Saint-Martin,
- +594 pour la Guyane,
- +596 pour la Martinique.

Les départements d'Outre-Mer n'ont pas adopté le code-pays +33 pour raisons techniques, comme la dégradation de la qualité et l'augmentation du coût des communications avec les pays voisins, par exemple, l'île Maurice vers la Réunion. Les autres territoires français (Nouvelle-Calédonie, Wallis-et-Futuna, Polynésie française) ne font pas partie du plan national français de numérotation.

### Composition des numéros

#### Depuis la France
Tous les correspondants du territoire national (métropole ou DOM) peuvent s'appeler entre eux en utilisant le plan français de numérotation à dix chiffres, sans composer le code pays pour la voix, les SMS et les MMS. À Saint-Pierre-et-Miquelon, les abonnés peuvent se joindre en composant les six derniers chiffres de leurs numéros.

#### Depuis l'étranger
Au format international, les numéros du plan de numérotation français sont composés du code-pays (33 pour la France métropolitaine) suivi du numéro national du destinataire appelé, sans le premier zéro.
Dans le cas particulier de Saint-Pierre-et-Miquelon, le format international des numéros est le 508 suivi des six derniers chiffres du numéro national.
| Territoire               | Indicatif international | Longueur du numéro après l'indicatif |
| ------------------------ | ----------------------- | ------------------------------------ |
| France métropolitaine    | +33                     | 9 chiffres                           |
| Guadeloupe               | +590                    | 9 chiffres                           |
| Martinique               | +596                    | 9 chiffres                           |
| Guyane                   | +594                    | 9 chiffres                           |
| La Réunion               | +262                    | 9 chiffres                           |
| Mayotte                  | +262                    | 9 chiffres                           |
| Saint-Pierre-et-Miquelon | +508                    | 6 chiffres                           |
| Saint-Barthélemy         | +590                    | 9 chiffres                           |
| Saint-Martin             | +590                    | 9 chiffres                           |
| Wallis-et-Futuna         | +681                    | 6 chiffres                           |
| Polynésie française      | +689                    | 8 chiffres                           |
| Nouvelle-Calédonie       | +687                    | 6 chiffres                           |

### Détails par chiffres
Un numéro à 10 chiffres se décompose selon le codage E Z AB PQ MCDU.
- E : exploitant (opérateur téléphonique "transporteur" choisi pour émettre l'appel) ;
- Z : zone géographique ;
- AB : préfixe départementale de numérotage ;
- PQ : centre autonome d'acheminement (sigle de « préfixe quantitatif »[22],[23]) ;
- MCDU : identifiant l'abonné final sur le centre d'acheminement (sigle de « millier, centaine, dizaine, unité »).

Le code Exploitant est défini par l'autorité de régulation des communications électroniques et des postes (ARCEP). La décision définit notamment que sept valeurs seront attribuées, les autres étant réservées pour des usages globaux.

#### Choix d'un opérateur téléphonique alternatif
Le premier chiffre du numéro E permet depuis 1998 de choisir sur une ligne RTC classique un opérateur (transporteur) autre que l'opérateur téléphonique par défaut.
Les préfixes disponible sont les chiffres 2 à 9 sauf le 3. Le 0 est réservé à l'opérateur téléphonique par défaut, le 1 aux numéros spéciaux (ex : numéros d'urgence 15, 17, 18) et le 3 aux numéros courts (ex : les 36PQ).
L'attribution a été réalisée par tirage au sort par vagues (les principaux opérateurs pouvaient émettre deux vœux, un prioritaire, un secondaire) jusqu'au 16 septembre 1997. Les sept préfixes ont d'abord été attribués, avant une consolidation du secteur. La sélection du transporteur est entrée en vigueur pour les appels longue distance le 1er janvier 1998.
À noter : tous les opérateurs autorisés dits de « longue distance » de la fin des années 1990 (hors cartes prépayées, post-payées, ou opérateurs sans infrastructure le rendant éligible au préfixe « E ») ont en réalité un préfixe de sélection de la forme 16 XY, où XY va de (16) 02 à (16) 99, exception faite du (16) 03. Le « E » agit donc comme un raccourci vers le code 16 « XE » du transporteur. À titre d'illustration, un utilisateur final voulant utiliser les services de Siris (préfixe E = 2) remplaçait le premier 0 par un 2, ce qui revenait à composer le 16 02 suivi du numéro complet du destinataire.
Toujours à titre d'illustration, 
- appeler le numéro français 04 65 71 23 45 par les services de Siris pouvait se faire indifféremment en composant :
  - le 24 65 71 23 45,
  - le 16 02 04 65 71 23 45 ;
- appeler le numéro nord-américain 00 1 555 123-4567 par les services de Siris pouvait se faire indifféremment en composant :
  - le 20 1 555 123-4567,
  - ou le 16 02 00 1 555 123-4567.

Cette particularité proche de l'anecdote n'était remarquée qu'essentiellement par la clientèle professionnelle disposant d'un autocommutateur (ou PBX) et/ou ayant recours à un installateur privé, pour des raisons de compatibilité et/ou d'ergonomie avec leur réseau interne (par exemple pour le rappel du correspondant, toutes les lignes ne présentant pas le 0 initial de l'appelant sur l'écran du receveur de l'appel ou pour l'international).
Un mécanisme voisin fut un temps utilisé par des opérateurs pour « capter » et acheminer les appels locaux ou vers les mobiles, initialement non-éligibles à la sélection du transporteur (par exemple, les 36 90 de 9Telecom, ou 36 92 de Cegetel).

#### Obsolescence de la sélection de l'opérateur par un préfixe
La sélection de l'opérateur est devenue rare voire marginale depuis l'arrivée de la présélection (au lieu de saisir à chaque appel un préfixe E ou 16 XY, l'abonné indique quel est son transporteur par défaut et compose le 0) et l'apparition des box Internet. En effet, ces dernières ne permettent pas le choix du transporteur de l'appel ; la sélection du transporteur ne concerne que la téléphonie analogique sur le réseau téléphonique commuté. Or les jours de cette dernière sont comptés. Par exemple, SFR, ayant encore les préfixes 7 et 9, migre ses clients encore en téléphonie analogique non couverts par le xDSL vers une offre où l'installation fixe est « convertie » par un boitier en téléphonie mobile, pour anticiper l'extinction de la « téléphonie sur cuivre ». En Essonne, les lignes analogiques habituelles ne sont plus installées dans le sud du département.
À la suite de l'annonce en 2016 de l'arrêt du RTC dans les années 2020, le préfixe E va disparaître progressivement en même temps que le réseau commuté. Il faudra composer le préfixe 0 pour tous les appels vers des numéros à 10 chiffres.

### Portabilité des numéros
La portabilité du numéro consiste en la conservation de son numéro de téléphone lors d'un déménagement ou d'un changement d'opérateur.
En 2023, la portabilité, que ce soit des mobiles ou fixes, est possible à condition de rester sur le même territoire. C'est-à-dire qu'il n’est toujours pas possible de souscrire un contrat mobile dans un autre territoire tout en portant son numéro de mobile actuel, ou conserver son numéro fixe en déménageant dans un autre territoire ultramarin, en métropole et réciproquement.

#### Téléphonie fixe géographique (01 à 05)
En ce qui concerne les téléphones fixes cette portabilité est possible à l'intérieur de la même ZNE (420 en métropole et outre-mer) depuis le 1er janvier 1998. Auparavant la portabilité n'était possible qu'entre deux adresses desservies par le même commutateur d'abonné. Cette possibilité demeurait cependant très limitée, car chaque ZNE est de dimension comparable à un canton ou un arrondissement.
La portabilité a été étendue en métropole à l'intérieur de chacune des 5 zones géographiques le 1er janvier 2020.
Enfin le 1er janvier 2023, cette possibilité a été étendue à toute la métropole. Les numéros n'ont donc plus un caractère géographique et deviennent par conséquent des numéros de la catégorie des numéros polyvalents, tout comme les numéros en 09. À la même date est effectué la fusion, d’une part, des deux ZNE des territoires de Guadeloupe, Saint-Barthélemy et Saint-Martin et, d’autre part, des sept ZNE du territoire de Guyane. Les autres territoires ultramarins du plan de numérotation français ne sont pas impactés par cette évolution puisque chacun de ces territoires n’est constitué que d'une ZNE.

#### Téléphonie mobile (06 et 07) et fixe internet (09)
Jusqu'au 29 juin 2003, la portabilité des numéros de mobiles entre opérateurs n'était pas possible. Il a fallu plusieurs années pour simplifier les procédures de la portabilité, notamment en ce qui concerne les délais, la prise en charge par l'opérateur des demandes clients et l’harmonisation entre opérateurs. Cette simplification a été achevée avec la création le 7 novembre 2011 d'un numéro commun à tous les opérateurs le 3179. Ce dernier permettant de récupérer le RIO. Ce mode opératoire a par la suite été étendu aux numéros fixes.
Dès leur création en 2005, les numéros de téléphone fixes de type voix sur IP sont éligibles à la portabilité sur un même territoire.

### Indicatifs téléphoniques régionaux et particuliers
Note : le préfixe 0 concerne l'opérateur téléphonique par défaut.
Le territoire français (hormis les dépendances de l’Océan Pacifique qui disposent d’une numérotation spécifique) est partagé en 5 grandes zones regroupant une à plusieurs régions. Cette répartition géographique est définie par l'ARCEP.
Les numéros français sont à 10 chiffres et sont traditionnellement référencés sous la désignation E Z AB PQ MCDU.
- E : ce code représente l'exploitant, il ne doit pas être composé dans l'écriture avec le code pays (+33 6 12 34 56 78 ou +33 5 67 89 01 23).
- Z : il représente le type de numéro ou sa zone géographique.
- AB : représente la zone départementale du numéro de téléphone.
- PQ : le centre autonome d'acheminement.
- MCDU : identifiant unique de l'abonné (Millier Centaine Dizaine Unité).

#### Le code d'exploitant (E)
L'ARCEP est chargée de l'allocation des codes opérateurs. Une attribution par tirage au sort a été effectuée le 16 septembre 1997, dans un premier temps pour les appels nationaux puis ouvert à la longue distance à partir du 1er janvier 1998.
- 0 : réservé à l'opérateur de longue distance et de présélection.
- 1 : réservé aux numéros spéciaux.
- 2 : initialement préfixe de Siris, société rachetée par SFR, restitué à l'ARCEP depuis.
- 3 : réservé aux numéros courts.
- 4 : initialement attribué à la société Tele2, rachetée par SFR. Non restitué à l'ARCEP.
- 5 : initialement préfixe de Omnicom puis de Ventelo, racheté par SFR, restitué à l'ARCEP.
- 6 : initialement préfixe d'Esprit Telecom puis de GTS-Omnicom, racheté par SFR, restitué à l'ARCEP.
- 7 : initialement attribué à l'opérateur SFR, restitué à l'ARCEP.
- 8 : attribué à l'opérateur France Telecom.
- 9 : attribué à l'opérateur SFR.

#### Numéros d'urgence
Liste des numéros d’urgence acheminés gratuitement par les opérateurs de communications électroniques (décision no 2016-0172 de l’Autorité de régulation des communications électroniques et des postes, en date du 9 février 2016)
- 15 : SAMU ;
- 17 : police ou gendarmerie ;
- 18 : pompiers ;
- 110 : numéro pour des opérations de collecte de dons (utilisation périodique)[35] ;
- 112 : numéro d'urgence européen ;
- 114 : numéro d'urgence pour personnes sourdes ou malentendantes (SMS ou Fax uniquement) ;
- 115 : urgences sociales (ou "SAMU social") ;
- 116 000 : enfants disparus, SOS enfants disparus (depuis le 25 mai 2009[36]) ;
- 116 117 : permanence des soins ambulatoires (depuis le 9 février 2016) ;
- 119 : enfance maltraitée, Service National d'accueil téléphonique pour l'Enfance en Danger[37] ;
- 191 : service d'urgences pour les accidents aériens ;
- 196 : service d'urgences en mer (depuis 2015)[38] ;
- 197 : numéro d'urgence en cas d'Alerte Enlèvement ou d'Alerte Attentat, depuis l'été 2015[39],[40].

Exception : le numéro des Urgences vétérinaires est l'un des numéros courts en 31 (3115).

#### Indicatif 1
Les numéros courts de service à 2 chiffres, étaient autrefois attribués à l’administration des PTT puis France Télécom. Ils ne sont aujourd'hui plus attribués.
- 10 : opératrice (interurbain manuel, PCV, paiement par CB...), remplacé en 1996 par le 3006, 3010 et 3610 ;
- 11 : l'annuaire électronique par minitel (gratuit les 3 premières minutes), remplacé le 30 novembre 1996 par le 3611 ;
- 12 : renseignements téléphonique (surtaxé), remplacé en 2005 par le 118 712 ;
- 13 : dérangement et réclamation (gratuit), remplacé en 1998 par le 1013 et le 1015 ;
- 14 : agence commercial (gratuit), remplacé en 1998 par le 1014, le 1016 et le 1017[17] ;
- 15 : tonalité de l'interurbain automatique (gratuit), remplacé en 1978 par le 16 ;
- 16 : tonalité de l'interurbain automatique (gratuit), supprimé le 18 octobre 1996 ;
- 19 : tonalité de l'international automatique (gratuit), remplacé le 18 octobre 1996 par le 00 (sans 2de tonalité) ;

- 10 XY : sont réservés aux services des opérateurs de téléphonie (service client, etc.)[42].

##### Numéros courts en 10
- 1001 : service client SFR Pro (banalisé) ;
- 1007 : service client OVHcloud (banalisé) ;
- 1013 : service technique Orange fixe et internet (gratuit), remplacé en 2016 par le 3900 ;
- 1014 : service client Orange fixe et internet (gratuit), remplacé en 2016 par le 3900 ;
- 1015 : service technique Orange Pro fixe et internet (gratuit), remplacé en 2016 par le 3901 ;
- 1016 : service client Orange Pro (gratuit), remplacé en 2016 par le 3901 ;
- 1017 : service technique Orange Business (gratuit) ;
- 1018 : service client Orange Business grandes entreprises (gratuit) ;
- 1020 : SFR Caraïbe ;
- 1023 : service client SFR particulier (banalisé) ;
- 1033 : souscription fibre Free (gratuit), numéro historique d'Alice, remplacé en 2023 par le 1044 ;
- 1034 : service client Bouygues Télécom carte prépayée et Nomad (banalisé) ;
- 1043 : Free Pro (banalisé) ;
- 1044 : souscription Free particulier (banalisé) ;
- 1055 : RMC Sport (SFR) ;
- 1064 : service client Bouygues Télécom internet et mobile (banalisé) ;
- 1067 : Bouygues Télécom Pro (banalisé)[43] ;
- 1099 : souscription SFR (banalisé).

#### Services de renseignements téléphoniques
- numéros à 6 chiffres chacun, dont le préfixe 118 (ouverture le 2 novembre 2005).

| Récapitulatif des numéros utilisant le préfixe 118 et attribués aux sociétés |                   |                   |                   |                   |                   |                   |                   |
| Société                                                                      | Numéros attribués | Numéros attribués | Numéros attribués | Numéros attribués | Numéros attribués | Numéros attribués | Numéros attribués |
| 118 TELEDIS SARL                                                             | 222               |                   |                   |                   |                   |                   |                   |
| 11883 Telecom Gmbh                                                           | 833               |                   |                   |                   |                   |                   |                   |
| 118866 Ltd                                                                   | 600               | 900               |                   |                   |                   |                   |                   |
| 123 Multimédia                                                               | 200               | 855               |                   |                   |                   |                   |                   |
| Allo Bottin                                                                  | 268               | 612               |                   |                   |                   |                   |                   |
| Belgacom SA                                                                  | 007               | 999               |                   |                   |                   |                   |                   |
| Bouygues Telecom                                                             | 812               |                   |                   |                   |                   |                   |                   |
| Conduit                                                                      | 050               | 500               |                   |                   |                   |                   |                   |
| EDA France                                                                   | 800               |                   |                   |                   |                   |                   |                   |
| France Télécom                                                               | 710               | 711               | 712               | 810               |                   |                   |                   |
| FREE                                                                         | 212               | 718               | 818               | 844               | 870               |                   |                   |
| Ingénierie de Communications Pédagogique                                     | 666               |                   |                   |                   |                   |                   |                   |
| Intra Call Center                                                            | 001               |                   |                   |                   |                   |                   |                   |
| L'Annuaire Universel                                                         | 012               |                   |                   |                   |                   |                   |                   |
| Le Numéro France                                                             | 075               | 218               | 220               | 318               | 713               | 880               | 910               |
| Le Service Universel de Renseignements Téléphoniques                         | 400               |                   |                   |                   |                   |                   |                   |
| NRJ Mobile                                                                   | 333               |                   |                   |                   |                   |                   |                   |
| Pages Jaunes                                                                 | 008               | 009               | 088               | 808               |                   |                   |                   |
| PCCI UK                                                                      | 444               |                   |                   |                   |                   |                   |                   |
| Pictures on Line                                                             | 811               |                   |                   |                   |                   |                   |                   |
| PIXTEL                                                                       | 006               | 888               |                   |                   |                   |                   |                   |
| Renseignement Téléphonique Français                                          | 866               |                   |                   |                   |                   |                   |                   |
| Scoot France                                                                 | 000               | 002               |                   |                   |                   |                   |                   |
| Services de renseignements téléphoniques SAS                                 | 822               |                   |                   |                   |                   |                   |                   |
| SFR                                                                          | 777               |                   |                   |                   |                   |                   |                   |
| SRR                                                                          | 700               |                   |                   |                   |                   |                   |                   |
| Tele 2                                                                       | 004               |                   |                   |                   |                   |                   |                   |
| Telegate France                                                              | 244               | 247               | 321               | 555               | 787               |                   |                   |
| Telemedia                                                                    | 300               |                   |                   |                   |                   |                   |                   |
| Telenet Hosting                                                              | 018               |                   |                   |                   |                   |                   |                   |

#### Indicatif 3
Les numéros commençant par 3 sont des numéros courts à quatre chiffres, pour les entreprises et les institutions.
- 3BPQ : services à valeur ajoutée (numéros à 4 chiffres) :

##### Numéros courts en 30 (en août 2023)
- 3000 : service automatisé Orange fixe ;
- 3001 : département de l'Ain
- 3003 : Support informatique Colas ;
- 3006 : service PCV Orange ; (arrêté le 1er août 2014)
- 3007 : HomeBox ;
- 3010 : ligne fixe étendue Orange ; (arrêté le 3 octobre 2017)
- 3010 : Région Occitanie ;
- 3012 : urgence décès PFG ;
- 3015 : MAAF ;
- 3018 : Non au cyberharcèlement ;
- 3020 : Non au harcèlement[46] ;
- 3022 : EDF Entreprises ;
- 3030 : souscription RED by SFR ;
- 3039 : Accès au droit[47] ;
- 3050 : service paiement CB Engie ;
- 3099 : TotalEnergies (électricité et gaz).

Ces numéros sont gratuits.

##### Numéros courts en 31 (en août 2023)
- 3100 : Bouygues Telecom Pro ;
- 3103 : messagerie vocale Orange ;
- 3106 : souscription Bouygues Telecom ;
- 3111 : Aésio Mutuelle ;
- 3114 : Prévention du Suicide ;
- 3115 : service des Urgences Vétérinaires[49] ;
- 3116 : MGEN ;
- 3117 : assistance aux voyageurs SNCF ;
- 3123 : PFG ;
- 3131 : dernier numéro d'appel en absence Orange, SFR et Free ;
- 3179 : obtention du RIO fixe ou mobile.

Ces numéros sont gratuits.

##### Numéros courts en 32 (en août 2023)
- 3201 : La Chaîne météo ;
- 3203 : messagerie vocale Orange (gratuit depuis les réseaux Orange) ;
- 3204 : Even Media Interactive ;
- 3405 : AABAS Interactive ;
- 3409 : Even Media Interactive ;
- 3210 : RTL ;
- 3211 : Even Media Interactive ;
- 3214 : Digital Global Pass ;
- 3215 : Paritel ;
- 3216 : RMC ;
- 3222 : Association générale de prévoyance militaire ;
- 3223 : jeux-concours France 2 et France 3 ;
- 3224 : Fil santé jeunes ;
- 3225 : Crédit agricole Provence Côte d'Azur ;
- 3227 : Mobiyo ;
- 3228 : Fun Radio et RTL2 ;
- 3230 : CNAF (CAF) ;
- 3231 : Everly ;
- 3232 : Shining ;
- 3233 : MACSF ;
- 3235 : Carrefour ;
- 3236 : Even Media Interactive ;
- 3237 : pharmacies de gardes ;
- 3238 : CNAF ;
- 3239 : Top Media ;
- 3241 : Caisse d'épargne ;
- 3242 : Avantage Prod ;
- 3243 : jeux-concours France 3 ;
- 3244 : Service client Free ;
- 3245 : jeux-concours France 2 ;
- 3246 : Service objets trouvés RATP ;
- 3247 : Gibmedia ;
- 3250 : Météo-France ;
- 3251 : Crédit immobilier de France ;
- 3255 : Komeo ;
- 3256 : Française des jeux ;
- 3266 : Sofinco ;
- 3270 : Turf Éditions ;
- 3273 : BNP Paribas Banque Privée ;
- 3277 et 3278 : BJT Partners ;
- 3280 : jeux-concours TF1 ;
- 3287 : Helvyre Mediacom ;
- 3288 : annuaire inversé Pages Jaunes ;
- 3293 : Seine Saint Denis Habitat ;
- 3294 : INO Telecom.

Ces numéros sont à tarification normale ou surtaxée.

##### Numéros cours en 34 (en août 2023)
- 3400 : ANTS ;
- 3401 : Solocal ;
- 3404 : EDF Particulier ;
- 3414 : Banque de France ;
- 3420 : Nordnet ;
- 3422 : Caisse nationale de l'assurance maladie ;
- 3424 : Service client RATP ;
- 3430 : Préfecture de Police ;
- 3432 : Tours Métropole ;
- 3433 : Oxone Technologies ;
- 3434 : Mobyquest ;
- 3435 : jeux-concours France.tv Sport ;
- 3440 : Bureau Carte Grise ;
- 3444 : Even Media Interactive ;
- 3446 : Annuaire inversé professionnel Nvcom ;
- 3450 : service Mutuelle Direct du Crédit du Nord ;
- 3456 : Effy ;
- 3460 : Engie ;
- 3473 : BNP Paribas Banque Privée ;
- 3477 : BNP Paribas particulier ;
- 3478 : BNP Paribas professionnel ;
- 3480 : jeux-concours TF1 ;
- 3493 et 3497 : Infoline.

Ces numéros sont à tarification normale ou surtaxée.

##### Numéros courts en 36
- 3600 : Annuaire Inversé Gibmedia ;
- 3601 : Geny Courses ;
- 3605 : Vinci Autoroutes ;
- 3606 : M6 ;
- 3607 : taxis G7 ;
- 3609 : Taxis Bleus ;
- 3620 : Idelio ;
- 3621 : service Réunion Flash Orange ;
- 3624 : SOS Médecins ;
- 3626 : jeux-concours M6 ;
- 3628 : Centre-France, Swigg ;
- 3630 : Allô Père Noël ;
- 3631 : La Poste ;
- 3632 : jeux-concours France Télévisions ;
- 3634 : La Poste ;
- 3635 : SNCF ;
- 3636 : Even Media Interactive ;
- 3637 : Téléthon ;
- 3639 : La Banque postale ;
- 3640 : Allô Père Noël ;
- 3646 : CPAM ;
- 3648 : Le 3648 ;
- 3651 : passage en numéro masqué ;
- 3652 : sortie du numéro masqué ;
- 3654 : Air France ;
- 3655 : Orange Télégramme (arrêté le 30 avril 2018[50]) ;
- 3658 : Transilien ;
- 3669 : Horloge parlante Pictures on Line ;
- 3676 : MGEN ;
- 3677 : Numéro d'appel national pour signaler les maltraitances animales (depuis le 24 juin 2024[51]). ;
- 3698 : URSSAF Indépendants ;
- 3699 : Horloge parlante Orange (arrêtée le 30 juin 2022[52]).

Ces numéros sont à tarification normale ou surtaxée.

##### Minitel
Services télématiques Minitel, opérationnels de 1982 à juin 2012,,,, :
- 3605 : numéro vert Minitel ;
- 3609 : services de radio-messagerie Minitel ;
- 3611 : annuaire électronique national sur Minitel (gratuit les 3 première minutes jusqu'en août 2007) ;
- 3612 : messagerie par Minitel (Minicom) ;
- 3613 : kiosque Minitel commercial (Télétel 1) ;
- 3614 : kiosque Minitel commercial (Télétel 2) ;
- 3615 : kiosque Minitel commercial (Télétel 3) ;
- 3616 : kiosque Minitel commercial (Télétel 3 professionnel) ;
- 3617 : kiosque Minitel commercial (Télétel 4) ;
- 3618 : communication de Minitel à Minitel ;
- 3619 : Minitel international[58] ;
- 3622 : I-Minitel (Minitel par Internet) ;
- 3623 : Télétel Vitesse Rapide ;
- 3625 nn nn : kiosque Minitel commercial (Télétel 3) ;
- 3626 nn nn : kiosque Minitel commercial (Télétel 3 Professionnel) ;
- 3627 nn nn : kiosque Minitel commercial (Télétel 4) ;
- 3628 nn nn : kiosque Minitel commercial (Télétel 6) ;
- 3629 nn nn : kiosque Minitel commercial (Télétel 7) ;
- 3656 : envoi de Télégrammes par minitel.

Ces numéros était à tarification normale ou surtaxée sauf le 3605 (gratuit).

##### Numéros courts en 39
- 3900 : service client Orange particulier ;
- 3901 : service client Orange Pro ;
- 3919 : Violences Femmes Info ;
- 3932 : Malakoff Humanis ;
- 3933 : Société générale ;
- 3937 : NRJ ;
- 3938 : Pages Jaunes ;
- 3939 : Allô service public ;
- 3949 : France Travail demandeur d'emplois ;
- 3950 : Aéroports de Paris ;
- 3957 : URSSAF employeurs ;
- 3960 : CNAV et CARSAT ;
- 3970 : service automatisé Orange mobile ;
- 3976 : Sosh ;
- 3979 : Cdiscount ;
- 3989 : Tabac info service ;
- 3990 : Numericable ;
- 3994 : département du Val-de-Marne[59] ;
- 3995 : Pôle emploi entreprise.

Ces numéros sont à tarification normale ou surtaxée.

#### Indicatif des Zones distinctes (Z)

Les zones géographiques téléphoniques de la France métropolitaine.

Le code Z représente soit la zone géographique du numéro, soit le type de numéro :
- Numéros géographiques
  - 01 : région Île-de-France ;
  - 02 : régions Nord-ouest, Réunion et Mayotte ;
  - 03 : région Nord-est ;
  - 04 : région Sud-est ;
  - 05 : régions Sud-ouest, et DROM-COM de l'océan Atlantique.

- Numéros non géographiques
  - 06 et 07 : téléphones et terminaux mobiles ;
  - 08 : services à valeur ajoutée, numéros à tarification spéciale pouvant atteindre 3 € par appel ou 0,80 € par minute. Les prix sont globalement croissants avec la valeur de AB dans le préfixe 08 AB[60],[61]. Le prix est annoncé quelques secondes avant la mise en relation effective, et répertorié sur infosva.org. Les numéros en 0800 à 0805 sont gratuits ;
  - 09 : services téléphoniques en VoIP (numéros non géographiques). Ce préfixe remplace les numéros 087x apparus avec l'arrivée de la voix sur IP sur les box Internet depuis le 20 décembre 2005.

- International
  - 00 : préfixe pour appeler à l'international (préfixe commun à la plupart des pays, notamment en Europe).

- Numéros étendus
  - 0700 : cette tranche de numéros mobiles est affectée aux communications machine à machine (M2M)[62]. Ce sont des numéros de longueur étendue ; ils comportent 14 chiffres lorsqu’ils sont alloués à la France métropolitaine (0700PQMCDUαβγδ) ou 13 chiffres lorsqu’ils sont alloués aux territoires de Guadeloupe, Saint-Martin et Saint-Barthélemy, Guyane, Martinique, la Réunion, Mayotte et autres territoires de l’Océan Indien (0700PQMCDUαβγ).

#### Les numéros réservés pour les œuvres audiovisuelles
Des numéros non attribuables sont réservés par l'ARCEP afin de les utiliser dans des films ou des séries.
Les portables et chaque région ont une plage allouée :
- 01 99 00 .. ..
- 02 61 91 .. ..
- 03 53 01 .. ..
- 04 65 71 .. ..
- 05 36 49 .. ..
- 06 39 98 .. ..

#### Les numéros réservés au démarchage téléphonique
Depuis le 1er janvier 2023, les plateformes de démarchage commercial doivent désormais appeler depuis des tranches de numéros réservées.
En métropole :
- 01 62 .. .. ..
- 01 63 .. .. ..
- 02 70 .. .. ..
- 02 71 .. .. ..
- 03 77 .. .. ..
- 03 78 .. .. ..
- 04 24 .. .. ..
- 04 25 .. .. ..
- 05 68 .. .. ..
- 05 69 .. .. ..
- 09 48 .. .. ..
- 09 49 .. .. ..

Dans les DROM/COM :
- 09 47 5. .. .. (Guadeloupe, Saint-Martin et Saint-Barthélémy)
- 09 47 6. .. .. (Guyane)
- 09 47 7. .. .. (Martinique)
- 09 47 8. .. .. (La Réunion et Mayotte)
- 09 47 9. .. .. (La Réunion et Mayotte)

## Numéro de désignation d’installation
Le numéro de désignation d’installation ou NDI correspond, en télécommunications, au numéro principal (tête de ligne) d'une installation téléphonique privée disponible au niveau du réseau de l'opérateur le desservant. Il permet d'identifier la ligne téléphonique d'un logement,.
Il doit techniquement être en mesure de supporter un contrat de raccordement.
Certains opérateurs, comme Free, utilisent ce sigle pour désigner les numéros de ligne en zone dégroupée ou non.
Quand ils sont inactifs, dans ce cas NDI signifie numéro de désignation inactif.